# Alvéola-rabilonga
A alvéola-rabilonga (Motacilla clara) é uma espécie de ave da família Motacillidae.
Pode ser encontrada nos seguintes países: Angola, Botswana, Burundi, Camarões, República Centro-Africana, República do Congo, República Democrática do Congo, Costa do Marfim, Guiné Equatorial, Etiópia, Gabão, Guiné, Quénia, Libéria, Malawi, Mali, Mauritânia, Moçambique, Nigéria, Ruanda, Serra Leoa, África do Sul, Essuatíni, Tanzânia, Uganda, Zâmbia e Zimbabwe.
Os seus habitats naturais são: florestas secas tropicais ou subtropicais e regiões subtropicais ou tropicais húmidas de alta altitude.